# Fleidingbahn
Die Fleidingbahn ist eine 8er-Sesselbahn im Tiroler Wintersportort Westendorf im Brixental.

## Geschichte
1975 wurde eine 1er-Sesselbahn Fleiding errichtet, die acht Jahre in Betrieb war, bis 1983 die 3er-Sesselbahn des Liftherstellers Swoboda gebaut wurde. In 25.000 Betriebsstunden absolvierte die Bahn zwölf Millionen Fahrten. 1993 wurde der Zwischeneinstieg bei der Fleidingalm errichtet. 2019 wurde die neue 8er Sesselbahn auf veränderter Trasse gebaut. Am 7. Dezember 2019 ist sie in Betrieb gegangen. Mit Erneuerung der Bahn wurde auch die Bergstation komplett neu gebaut. Diese beinhaltet u. a. einen 90-Grad Ausstieg.

## Technische Daten
Sie ist eine 8er Sesselbahn mit Wetterschutzhaube und Sitzheizung.
| Allgemeines                 |                         |
| --------------------------- | ----------------------- |
| Ort                         | Westendorf              |
| Liftverbund                 | SkiWelt                 |
| Region                      | Tirol                   |
| Land                        | Österreich              |
| Liftname                    | Fleiding                |
| Art                         | 8-CLD/B                 |
| Lifthersteller              | Doppelmayr              |
| Baujahr                     | 2019                    |
| Datum der Inbetriebnahme    | 7. Dezember 2019        |
| Talort                      | nähe Innerfleidingalm ⊙ |
| Talort Höhe                 | 1272 m                  |
| Bergstation                 | nähe Berg Fleiding ⊙    |
| Bergort Höhe                | 1869 m                  |
| Streckenlänge               | 1539,64 m               |
| Höhendifferenz              | 597 m                   |
| Fördermenge pro Stunde      | 2730 Pers/h             |
| Fahrzeit                    | 4,82 min                |
| Fahrgeschwindigkeit Strecke | 6,0 m/s                 |
| Investition                 | 15,5 Mio.               |